# Tamoanchan

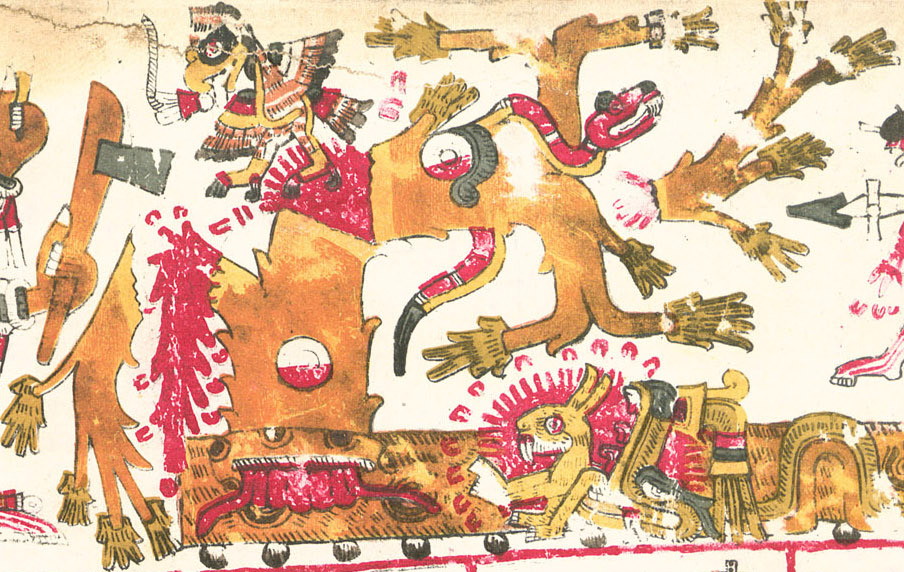
Tamoanchan al Còdex Borgia.

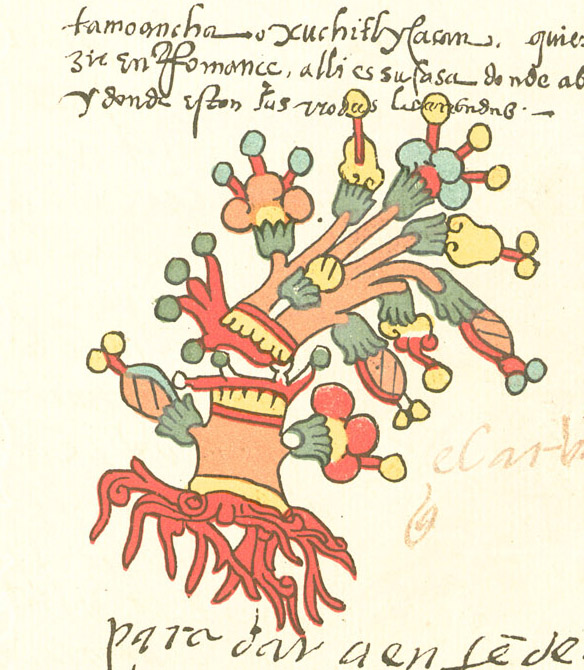
Tamoanchan al Còdex Telleriano Remensis.

Tamoanchan, en la mitologia asteca, és un paradís terrenal segons el Codex Telleriano Remensis, un lloc mític paradisíac de les cultures mesoamericanes del període postclàssic; el vocable Tamoanchan originalment no és d'origen náhuatl, sinó del huastec Timoancán, usualment associat amb la cultura olmeca, considerada per molts com la cultura mare mesoamericana; també és possible que Teotihuacan hagi estat el lloc associat posteriorment pels mexicas amb Tamoanchan. Alguns autors refereixen al vocable Timoancán com originari de la llengua maia de la Huasteca, i que significa 'muntanya de la serp' o 'lloc de serps'.la principal residència de Xochiquetzal, la deessa de la bellesa i l'amor. En aquest lloc existia un arbre anomenat Xochitlicacan. Aquest paradís estava protegit per genis anomenats Amoxoaque (Tlaltetecui, Xochicahua). Tamoanchan va ser construït a poca distància de Teotihuacan. Els déus Tonacatecuhtli i Tonacacihuatl van expulsar diverses deïtats menors que estaven arruïnant el paradís per tallar flors i branques i espatllavar el jardí. Aquestes divinitats menors han escapat de la terra i l'infern.
L'abundant presència del terme Tamoanchan en documents nahuas i la seva absència en documents d'altres llengües indica que és un terme nahua, específicament, de la variant náhuatl, parlada en el regne de Tula. Es forma dels components tamoa 'acabar' 'perir', in 'd'ells', i chantli 'llar', és a dir, 'la llar dels mortals'. La seva variant náhuatl es pronuncia 'tlamoanchan', amb el mateix significat. No obstant això, els informants de Sahagún el componien, per joc de sentits i paraula, amb el verb temoa 'baixar', de manera que també s'interpreta 'com la casa dels que descendeixen' (a la mort). Per això el seu jeroglífic en els còdexs i relleus mesoamericans sigui un arbre trencat del qual cau una persona. És un emblema de l'univers manifest. (Nota: la semblança fonètica d'aquest terme amb la composició maia ta-Moan-chan 'excrement de l'au serp', és fortuïta, com prova el fet que no aparegui recollit en cap document maia.)
Definicions lingüístiques:
(en maia: Tamoanchan, 'el lloc de l'esparver serp: ta, lloc; moan, esparver; chan, serp')
(en huastec: Tamoanchan, 'el lloc de l'arbre de l'inframón ta, lloc; moan, esparver (au de l'inframón); che, arbre; chan, casa (lloc)')
(en náhuatl: Tamoanchan, 'la casa del descens tamoa, descens; an, on; chan, 'casa')

## Mites
Un mite descriu a Tamoanchan com el lloc al qual el déu Quetzalcóatl i la deessa Cihuacoatl van portar els ossos sagrats amb què es van fer els primers homes. També es diu que de Tamoanchan provenia Teteo Innan (la mare dels déus), també anomenada Toci. Itzpapálotl (‘papallona d'obsidiana’) també té relació amb Tamoanchan. Tamoanchan també és vist per alguns autors com un lloc físic, històric, situat a la costa del Golf de Mèxic. Segons diferents mites, és un paradís terrenal, habitat per diversos déus, i en ell es va inventar el pulque i es va crear l'home. Es diu que estava localitzat "dalt dels tretze cels" 5 o "sobre tots els aires i els nou cels". Té extensa relació amb Tlalocan, un altre dels paradisos mexicas, o el mateix, segons alguns autors, per als que Tamoanchan és només l'arbre màgic florit (del náhuatl xochitlicacan) dins Tlalocan, tonacacuahuitl, arbre de la vida.